# Екатерина де Майенн
Екатерина де Майенн (1585, неизвестно — 8 марта 1618, Париж) — французская аристократка, в браке — герцогиня Мантуи.

## Биография
Екатерина де Майенн родилась в 1585 году в семье Карла, герцога Майеннского, младшего брата Генриха де Гиза, и его жены Генриетты Савойской, на которой он женился в 1576 году. 1 февраля 1599 года в Суассоне в возрасте 14 лет она вышла замуж за Карла Гонзагу, герцога Мантуи и Монферрата; она активно помогала своему мужу в вопросах правления. В 1604 году за ней настойчиво ухаживал король Франции Генрих IV. Они с мужем решили покинуть французский двор. Она родила мужу шестерых детей: трёх мальчиков и трёх девочек.
Екатерина основала много монастырей, церквей, школ и больниц. В Шарлевиле она основала колледж Общества Иисуса, где молодые люди воспитывалась в благочестии. Она также основала монастырь капуцинов и больницу в этом городе. Она основала два монастыря кармелитов, монастырь Гроба Господня, монастырь францисканцев, церковь капуцинов и большой монастырь христианской милиции, служивший больницей.
В 1615 году Екатерина была одной из сопровождающих принцессы Изабеллы Французской, сестры короля Франции Людовика XIII, до границы Франции и Испании для встречи инфанты Анны Австрийской.
Простудившись, она умерла в своём Отеле-де Невер в Париже в 1618 году в возрасте 33-х лет.

## Дети
- Франческо (1606—1622), герцог Ретель; умер бездетным.
- Карл (1609—1631), герцог Невер, герцог Ретель, герцог Майенн, герцог д’Эгийон; оставил потомство.
- Фердинанд (1610—1632), герцог Майенн с 1631 года после смерти Карла; умер бездетным.
- Мария Луиза (1611—1667), была замужем за королём Польши Владиславом IV, после его смерти вышла замуж за его единокровного брата Яна II Казимира; оставила потомство.
- Бенедикта (1614—1637), монахиня с 1633 года. Аббатиса.
- Анна Мария (1616—1684), в 1645 году вышла замуж за Эдуарда Пфальцского; оставила потомство.